# Batalla de Shumshu
La batalla de Shumshu fue la invasión soviética de la isla Shumshu en las islas Kuriles, primera etapa de la invasión de la Unión Soviética de las islas Kuriles en agosto y septiembre de 1945. Tuvo lugar del 18 al 23 de agosto de 1945 y fue la única batalla importante de la campaña soviética en las islas Kuriles, así como posiblemente la última batalla de la Segunda Guerra Mundial.

## Antecedentes
La Unión Soviética y Japón mantuvieron la neutralidad mutua tras la firma del pacto de no agresión soviético-japonés el 13 de abril de 1941, aunque ambos países fueron aliados de sus respectivos enemigos en la Segunda Guerra Mundial desde 1941 hasta la conclusión de la guerra en 1945. La Unión Soviética rechazó las peticiones de los aliados de llevar a cabo acciones que pudieran provocar a Japón, pero discutió planes para establecer bases de aviones estadounidenses en territorio soviético para operaciones contra el país nipón, una vez la Unión Soviética hubiera declarado la guerra al Imperio japonés.
Stalin dijo que la declaración de una guerra soviético-japonesa no sería posible hasta después de un periodo de tres meses posteriores a la derrota de Alemania, según una garantía que ofreció al embajador de Estados Unidos en la Unión Soviética, W. Averell Harriman, en una reunión en octubre de 1944. Stalin estipuló además, como parte del acuerdo, incluiría la prestación por parte de los aliados de una ayuda sustancial a la Unión Soviética para la constitución de sus fuerzas armadas y suministros militares en Asia Oriental y el Pacífico, antes de cualquier operación soviética contra Japón. Estados Unidos no tardó en empezar a satisfacer las necesidades soviéticas al margen y además de las asignaciones anuales de ayuda a los soviéticos en concepto de Lend-Lease, incluyendo la transferencia de una docena de tipos de barcos y aviones de Estados Unidos a las fuerzas armadas soviéticas. En la primavera y el verano de 1945, Estados Unidos transfirió en secreto 149 barcos y naves (en su mayoría buques de escolta, lanchas de desembarco y dragaminas) a la Armada soviética en Cold Bay, en el Territorio de Alaska, en el marco del Proyecto Hula. Aun así, la cooperación entre soviéticos y estadounidenses fue mínima y en agosto de 1945 los soviéticos no tenían capacidad para organizar una gran invasión marítima del territorio controlado por Japón.
Como había prometido Stalin, la Unión Soviética declaró la guerra a Japón el 8 de agosto de 1945, exactamente tres meses después de la capitulación de Alemania, e inició una ofensiva contra las fuerzas japonesas en el noreste de Asia al día siguiente. Durante el mes de agosto, las fuerzas soviéticas atacaron los territorios del estado títere de Manchukuo, en Manchuria, la provincia japonesa de Karafuto, en la mitad sur de la isla de Sajalín, y en la mitad norte de la península de Corea, posesión japonesa en aquel momento. Otro objetivo soviético durante la ofensiva fue la ocupación de las islas Kuriles.

## Preparativos
El 15 de agosto de 1945, el comandante en jefe de las fuerzas armadas soviéticas en el Extremo Oriente soviético, el mariscal de la Unión Soviética Aleksandr M. Vasilevski, ordenó al general Maksim Purkaev y al comandante de la Flota del Pacífico de la Armada soviética, el almirante Ivan Yumáshev, para dar el primer paso en la conquista de las islas Kuriles ocupando las islas de Shumshu y Paramushiro, las islas más septentrionales del archipiélago, junto al extremo sur de la península de Kamchatka, perteneciente a la Unión Soviética. Las fuerzas soviéticas debían tomar primero Shumshu y luego Paramushir; con estas dos islas bajo control, el resto de la cadena de islas, que sólo estaba ligeramente controlada, caería fácilmente.
Purkaev y Yumáshev pusieron al mando de la operación de Shumshu al comandante de la Zona de Defensa de Kamchatka del ejército soviético, el general Aléxei R. Gnechko, y al comandante de la base naval de Petropávlovsk-Kamchatski, al capitán Dmitri G. Ponomarev, con Gnechko a cargo del mando general. Gnechko y Pomomarev tenían órdenes de reunir una fuerza de asalto con las fuerzas disponibles localmente en la península de Kamchatka y desembarcar en Shumshu en un plazo de 48 horas.
La 91.ª División del Ejército Imperial Japonés custodiaba tanto la isla de Shumshu como la cercana Paramushiro, con unos 8.500 soldados en Shumshu y 15.000 más en Paramushiro. Las guarniciones podían reforzarse mutuamente en caso necesario. Los japoneses desplegaron 77 tanques en ambas islas. Las unidades de Infantería Naval de la Armada Imperial Japonesa de la Unidad de Guardia n.º 51 y n.º 52, y la Unidad de Comunicaciones de Shumshu de la 12.ª Flota Aérea, también estaban acuarteladas en Shumshu y Paramushiro. Contra esta fuerza, Gnechko pudo desplegar dos divisiones de fusileros del Ejército Soviético, reforzadas con un batallón de Infantería Naval, disponiendo de una fuerza total combinada de 8.824 hombres, más un grupo de trabajo naval de 64 pequeños barcos y embarcaciones para llevarlos hasta Shumshu. Los soviéticos no tenían tanques ni buques de guerra importantes para la operación, pero tenían ventaja en artillería y morteros.

### Planes de invasión

Plan de ataque de la isla Shumshu. Los soviéticos desembarcaron en el norte de la isla y avanzaron hacia el sur, mientras los buques y navíos proporcionaban fuego de contención desde el estrecho.

Gnechko y Ponomarev evaluaron la exigente tarea de invadir la isla, concluyendo que el desplazamiento de las fuerzas militares a lo largo de las 170 millas náuticas (310 kilómetros) desde Petropávlovsk-Kamchatski a Shumshu, a través de una de las aguas más neblinosas del mundo, les llevaría aproximadamente 24 horas, dejándoles tan solo 24 horas de margen para reunir una fuerza de asalto si querían cumplir el requisito de desembarcar en Shumshu la tarde del 17 de agosto de 1945, tal y como se les había ordenado desde Moscú. Gnechko solicitó y obtuvo un aplazamiento de 24 horas, lo que retrasó el desembarco a la tarde del 18 de agosto de 1945, a  más tardar.
Aunque los informes de inteligencia soviéticos indicaban que las tropas japonesas en Shumshu estaban desmoralizadas por el anuncio del emperador japonés Hirohito del 15 de agosto de 1945, en el que afirmaba que Japón sopesaba la intención de rendirse, Gnechko creía que la ventaja numérica japonesa podía poner en peligro la operación. El mal tiempo crónico en la zona limitaba la capacidad de la aviación soviética para realizar reconocimientos o prestar apoyo a un desembarco, pero se les encomendó atacar la base naval de Paramushiro para interceptar los refuerzos japoneses que intentaran llegar a Shumshu.
Gnechko también temía que su fuerza de ataque careciera de suficiente apoyo de artillería y fuego naval durante el desembarco. Los buques tenían pocos cañones grandes (el mayor de ellos, el dragaminas Okhotsk, solo tenía un cañón de 130 mm y dos de 76,2 mm) y dudaba de la capacidad de la Armada soviética para proporcionar suficiente fuego de contención, suficiente para arremeter contra la defensa costera japonesa. Además, al igual que Ponomarev, dudaba de la capacidad de los pequeños buques para proporcionar un bombardeo eficaz y contrarrestar el fuego enemigo de las baterías costeras, a la par que debían luchar contra las fuertes corrientes presentes en el estrecho que separa Shumshu de Kamchatka.
Gnechko planeaba contar con cuatro cañones de 130 mm en el cabo Lopatka, en el extremo sur de la península de Kamchatka, para proporcionar apoyo artillero adicional desde el otro lado del primer estrecho de las Kuriles. Sin embargo, veía crítico que la infantería soviética estableciera rápidamente una cabeza de playa lo suficientemente profunda y segura como para permitir a los barcos soviéticos descargar cañones y morteros en la isla; Gnechko creía que, una vez se desplegase en Shumshu toda la artillería, entonces el ejército soviético tendría ventaja sobre las fuerzas niponas. Otro inconveniente del bando soviético era que sus soldados tenían poca o ninguna experiencia en guerra anfibia y poco tiempo para familiarizarse con el terreno de Shumshu, lo que también amenazaba la capacidad de establecer la cabeza de playa necesaria. Gnechko esperaba que, concentrando el desembarco en una pequeña zona, podría superar estas dificultades y establecer un área segura en la que pudieran desplegar rápidamente todo el equipo armamentístico y dar comienzo la invasión.
Por parte del bando japonés, la 91.ª División de Infantería no esperaba un ataque soviético. Sin embargo, las Kuriles habían sido posesión japonesa desde 1875 y habían sido ampliamente fortificadas durante toda la Segunda Guerra Mundial, por lo que los soldados que ocupaban las guarniciones estaban bastantes familiarizados con el terreno. Paramushiro había sido la principal base japonesa en el Pacífico Norte durante la guerra y la artillería costera japonesa estaba emplazada para defenderse de los asaltos anfibios a Shumshu. Las fuerzas japonesas que luchaban contra los soviéticos en otras partes del noreste de Asia habían demostrado su capacidad para mantener una defensa enérgica, a pesar de la intención anunciada por Japón de rendirse y el cese de las hostilidades con los demás aliados a partir del 15 de agosto de 1945.

## Desembarco
La fuerza de desembarco soviética partió de Petropávlovsk-Kamchatski a las 5:00 horas del 17 de agosto de 1945 y, tras 21 horas de viaje, llegó al primer estrecho de las Kuriles a las 2:00 horas del 18 de agosto de 1945. La primera oleada de unos 1.000 soldados de infantería desembarcó a las 04:30 del 18 de agosto de 1945. Completamente sorprendidos, los japoneses montaron una defensa desorganizada, pero los soviéticos fueron incapaces de aprovecharla adecuadamente; inexpertos en desembarcos anfibios, los soldados de infantería naval avanzaron de forma descoordinada tierra adentro, en lugar de centrarse en el objetivo principal de establecer una cabeza de playa segura con suficiente profundidad para hacer descender la artillería y los morteros a tierra firme. A las 5:30, los japoneses ya habían instalado ametralladoras en fortines y trincheras y habían empezado a infligir numerosas bajas a los soviéticos. Los soviéticos también tardaron demasiado en comenzar sus asaltos contra las posiciones de artillería costera japonesas. A las 6:00, algunas unidades soviéticas de la primera oleada intentaron atacar las baterías japonesas del cabo Kokutan, pero su inferioridad numérica les impidió romper las defensas. Los soviéticos contuvieron un contraataque japonés de infantería y 20 tanques, destruyendo 15 de ellos, y luego intentaron subir hacia los emplazamientos de artillería, pero fueron rechazados cerca de la cima.
La artillería costera japonesa también arremetió contra los barcos soviéticos. Al carecer casi por completo de comunicación por radio con las tropas en tierra, los intentos de proporcionar apoyo con fuego naval fueron ineficaces. Cuando la segunda oleada iba a producirse a las 5:30, liderada por 16 grandes lanchas de desembarco de infantería cedidas por el ejército de los Estados Unidos, la artillería nipona ya estaba preparada para abrir fuego contra ellos. Cuando terminó de descargar la segunda oleada a las 9:00, el fuego de la artillería había destruido cinco lanchas y los soldados desembarcaron sin artillería y morteros, y con muy pocas radios.
Al mismo tiempo, un dragaminas soviético KT-152 fue hundido cerca de Shumshu. Se cree que fue atacado por un avión kamikaze.
A las 9:10, las fuerzas soviéticas en Shumshu, muy necesitadas de refuerzos y suministros, establecieron finalmente contacto por radio con los buques en alta mar y con los cuatro cañones del cabo Lopatka. Los disparos desde el cabo Lopatka fueron especialmente eficaces y las tropas soviéticas resistieron los repetidos contraataques japoneses. Por la tarde, con la mejora del tiempo, la aviación soviética empezó a atacar la base naval de Paramushiro para impedir que los refuerzos japoneses llegaran a Shumshu, y los soviéticos habían establecido buenas comunicaciones entre sus tropas en tierra, los buques de apoyo al fuego de artillería y la aviación soviética, que se combinaron para infligir grandes bajas a los japoneses que contraatacaban. Al anochecer del 18 de agosto de 1945, los soviéticos habían establecido una cabeza de playa de 4 kilómetros de ancho y de 5 a 6 kilómetros de profundidad, y habían conseguido llevar artillería y morteros a tierra.

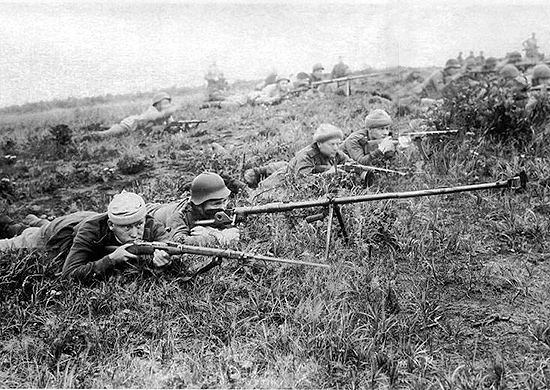
Soldados de infantería naval soviéticos atacando un tanque japonés, 18 de agosto.

Muerto mientras trataba de destruir una posición de ametralladoras en Shumshu el 18 de agosto de 1945, el suboficial de primera clase de la Infantería Naval Soviética Nikolai Aleksandrovich Vilkov recibió a título póstumo la condecoración de Héroe de la Unión Soviética.
En una serie de ataques durante la noche del 18 al 19 de agosto de 1945, los soviéticos acabaron con la mayor parte de las defensas costeras, y Gnechko organizó los preparativos para concluir de una vez por todas con la resistencia japonesa en Shumshu el 19 de agosto. La artillería pesada soviética desembarcó en la mañana del 19 de agosto y paulatinamente las pequeñas tropas escondidas en la isla comenzaron a rendirse. A las 9:00 horas, un enviado japonés informó a los soviéticos de que la 91.ª División de Infantería había recibido órdenes de un mando superior de cesar las hostilidades a las 16:00 horas.
Las fuerzas japonesas en Shumshu, Paramushiro y Onekotan firmaron un acuerdo de rendición incondicional a las 18:00 del 19 de agosto de 1945. Sin embargo, los combates en Shumshu continuaron hasta el 23 de agosto de 1945, cuando los últimos japoneses de la isla finalmente se rindieron.

## Resultado
La batalla de Shumshu fue la única batalla entre soviéticos y japoneses donde las bajas soviéticas superaron a las japonesas. Los soviéticos sufrieron 1.567 bajas (516 muertos o desaparecidos y otros 1.051 heridos) y la pérdida de cinco barcos de desembarco, mientras que las bajas japonesas ascendieron a 1.018 (256 muertos y otros 762 heridos). Más tarde, los oficiales soviéticos dijeron a menudo que la operación demostró la dificultad de las invasiones anfibias al territorio enemigo y las carencias e inexperiencia soviéticas en la guerra anfibia, y citaron la experiencia soviética en Shumshu como razón para no invadir la isla de Hokkaidō en el archipiélago japonés.
Con Shumshu y Paramushir bajo control soviético, el resto de la cadena de islas Kuriles, mucho más ligeramente controlada por las fuerzas japonesas, cayó fácilmente en manos rusas. Los soviéticos completaron la ocupación de las Kuriles el 5 de septiembre de 1945.